# Eddy Current Suppression Ring
Eddy Current Suppression Ring is  een Australische garagerockband uit Melbourne. Invloeden op de muziek van de band die worden genoemd zijn The Troggs, The Standells, X en The Pagans.

## Biografie
Eddy Current Suppression Ring ontstond in 2003, toen de gebroeders Daniel en Mikey Young begonnen te jammen op het kerstfeest van de grammofoonplatenfabriek van Corduroy Records in Melbourne, waar Mikey Young op dat moment werkzaam was. Later zong een collega, Brendan Huntley, de vocalen in op een bandrecorder. De cassette die daarvan het gevolg was vormde de basis voor de eerste opname van de band, de single Get Up Morning, met op basgitaar Brad Barry.
De naam van de groep werd afgeleid van een opmerking van een werknemer van de fabriek dat hij de "eddy current suppression ring" moest vervangen. Dat is een koperen ring rond een transformator om zogenaamde "eddy currents" (wervelstromen) te onderdrukken.
Na diverse singles verscheen in 2006 het gelijknamige debuutalbum, dat gunstige kritieken kreeg.
De opvolger, Primary Colours, kwam in mei 2008 uit en reikte tot nummer 6 van de ARIA Charts. Primary Colours werd zowel genomineerd in de categorie "Beste rockalbum" voor de ARIA Awards van 2008 als voor de Triple J Australian album of the year van 2008. Bij de AIR Awards (Australian Independent Record Labels Association) werd het album gekroond tot Best Independent Hard Rock/Punk Release. In 2009 kreeg de band de Australian Music Prize, eveneens voor Primary Colours.
Het derde album, Rush to Relax, kwam uit in 2010. Het staat op nummer 45 in het boek 100 Best Australian Albums, een bloemlezing van rock- en popalbums vanaf ca. 1960, in 2010 samengesteld door muziekjournalisten Toby Creswell, Craig Mathieson en John O'Donnell.
Vanaf 2011 werd het stil rond de band, maar in 2016 begon Eddy Current Suppression Ring weer op te treden. In 2019 kwam het album "All in Good Time" uit.

## Discografie

### Albums
- 2006 - Eddy Current Suppression Ring
- 2008 - Primary Colours
- 2010 - Rush to Relax
- 2011 - So Many Things
- 2012 - Live at Missing Link (samen met UV Race)
- 2019 - All in Good Time

### Ep's
- 2011 - Walking In Unison

### Singles
- 2004 - "Get Up Morning"/"You Don't Care"/"So Many Things"
- 2005 - "It's All Square"/"Precious Rose"
- 2007 - "You Let Me Be Honest With You"/"We'll Be Turned On"
- 2008 - "Demon's Demands"/"I'm Guilty"
- 2009 - "That Time Of Day"/"It Ain't Cheap"/"Noise In My Head"
- 2010 - "Wet Cement"/"Hey Mum"/"Through The Trees"
- 2011 - "Walking in Unison"
- 2019 - "Medievil Wall"